# Cercopis antica
Cercopis antica är en insektsart som först beskrevs av Walker 1851.  Cercopis antica ingår i släktet Cercopis och familjen spottstritar. Inga underarter finns listade i Catalogue of Life.